# Источна шимпанза
Источна шимпанза (Pan troglodytes schweinfurthii) је подврста обичне шимпанзе, врсте примата (Primates) из породице великих човеколиких мајмуна (Hominidae).

## Распрострањење
Подврста има станиште у Бурундију, ДР Конгу, Руанди, Судану, Танзанији, Уганди и Централноафричкој Републици.

## Станиште
Источна шимпанза има станиште на копну.

## Угроженост
Ова подврста се сматра угроженом.

### Популациони тренд
Популација ове подврсте се смањује, судећи по расположивим подацима.